# Obadiah Walker
Abdias Walker (1616 - 21 janvier 1699) est un universitaire anglais et maître de l'University College d'Oxford de 1676 à 1688 ,.

## Biographie
Walker est né à Darfield, Yorkshire, et fait ses études à l'University College d'Oxford, devenant membre et tuteur de ce collège et une figure éminente dans les cercles universitaires. En juillet 1648, une loi du Parlement le chasse de ses fonctions académiques et il passe quelques années à enseigner, étudier et voyager. Il retourne à Oxford lors de la restauration de 1660 et, quelques années plus tard, commence à jouer un rôle de premier plan dans les travaux de l'University College. En juin 1676, il devient chef ou "maître" du collège et, à ce titre, il collecte de l'argent pour une reconstruction et organise la publication par le collège d'une édition latine de la vie d'Alfred le Grand de Sir John Spelman.
C'est l'époque de Titus Oates et du « complot papiste », et certains écrits de Walker font de lui un suspect ; cependant, aucune mesure sérieuse n'est prise contre lui, bien que les libraires d'Oxford aient été interdits de vendre son livre, Les avantages de notre Sauveur Jésus-Christ pour l'humanité. Il reste protestant, du moins de nom, jusqu'à l'avènement de Jacques II. Peu de temps après cet événement, il devient catholique romain, ouvrant une chapelle catholique à l'University College  et il conseille le nouveau roi en ce qui concerne les affaires d'Oxford, étant en partie responsable de la conduite sans tact de James, se lançant dans une querelle avec les boursiers du Magdalen College. La messe est dite dans sa résidence, et plus tard une chapelle est ouverte dans le collège pour le culte catholique ; lui et d'autres reçoivent une licence royale pour s'absenter des services de l'Église d'Angleterre, et il en obtient une autre pour superviser l'impression des livres catholiques romains.
Malgré une impopularité croissante, il reste fidèle à James, et lorsque le roi s'enfuit d'Angleterre, Walker quitte Oxford, sans doute dans l'intention de rejoindre son maître à l'étranger. Mais en décembre 1688, il est arrêté à Sittingbourne et emprisonné ; puis, ayant perdu sa maîtrise, il est accusé à la barre de la Chambre des Communes de changement de religion et d'autres délits. Au début de 1690, il est libéré de sa détention et passe ses dernières années à subsister en grande partie grâce à la charité de son ami et ancien élève du University College, le Dr John Radcliffe. Radcliffe donne à Walker une place dans sa chapelle au Collège et aussi une pension .
Walker est responsable de la statue du roi Jacques II sur la tour du quad principal de l'University College, l'une des deux seules en Angleterre . L'autre statue est située à Trafalgar Square, à Londres.
Il meurt en 1699 et est enterré dans le cimetière Old St Pancras à Londres.

## Œuvres
Les principaux écrits de Walker sont : De l'éducation, en particulier des jeunes messieurs (Oxford, 1673, et six autres éditions) Ars rationis ad mentem nominalium libri tres (Oxford, 1673) Histoire grecque et romaine illustrée par Coins and Medals (Londres, 1692).